# 拉斯弗羅爾斯 (加利福尼亞州)
拉斯弗羅爾斯（英語：Las Flores）是位於美國加利福尼亞州橘縣的一個人口普查指定地區。

## 地理
拉斯弗羅爾斯的座標為33°35′13″N 117°37′39″W / 33.58694°N 117.62750°W，而該地最高點為海拔高度218米（即715英尺）。

## 人口
根據2010年美國人口普查的數據，拉斯弗羅爾斯的面積為5.254平方千米，均為陸地。當地共有人口5971人，而人口密度為每平方千米1,136人。